# Gao Chen
Gao Chen (11 de agosto de 1992) é uma futebolista profissional chinesa que atua como zagueira.

## Carreira
Gao Chen fez parte do elenco da Seleção Chinesa de Futebol Feminino, nas Olimpíadas de 2016. 